# Next Generation ATP Finals
Las Next Generation ATP Finals es un torneo de tenis de exhibición profesional masculino anual organizado por la Asociación de Tenistas Profesionales (ATP) para los mejores jugadores de la temporada con 20 años o menos. El evento debutó en 2017 en el PalaLido de Milán, donde también se celebró durante las siguientes cuatro ediciones, antes de trasladarse a la Ciudad Deportiva del Rey Abdalá en Yeda, a partir de 2023.

## Historia
Tras un proceso de licitación competitivo, la Asociación de Tenistas Profesionales (ATP) anunció que la Federación Italiana de Tenis, en asociación con el Comité Olímpico Italiano, organizaría un nuevo torneo ATP en el que participarían los mejores jugadores individuales menores de 21 años del ATP Tour. Las primeras cinco ediciones del Torneo se celebraron en Milán, Italia, de 2017 a 2022.Ya en el primer año se produjo una circunstancia especial. Alexander Zverev, de 20 años, jugó una temporada tan exitosa que se clasificó al mismo tiempo para la Next Generation ATP Finals y para el ATP Finals de los ocho mejores jugadores de 2017. Como los eventos estaban cerca y programados directamente uno tras otro, el alemán optó por la última opción.
Para la temporada 2024, la ATP anunció una expansión de la marca Next Gen. Además de reducir el umbral de edad de 21 años o menos a 20 años o menos, se introdujo un programa acelerador de próxima generación. Esto permite a los jugadores con la etiqueta Next Gen que alcancen el top 350 del ranking ATP hasta 8 oportunidades para ingresar a los cuadros principales de los eventos ATP Challenger Tour 125 y 100. Además, aquellos que lleguen al top 250 recibirán una oportunidad de ingreso al cuadro principal de un evento ATP 250, junto con dos oportunidades de clasificación para ellos.

## Formato
El formato de la competición, que se disputa durante cinco días, consta de dos grupos de todos contra todos, seguidos de las semifinales y la final. La competencia, que se juega en una cancha de individuales, cuenta con los siete mejores jugadores clasificados menores de 20 años de la temporada, más una Wild Card.

### Nuevas Reglas
La ATP anunció una serie de cambios en las reglas y las innovaciones que se pondrían a prueba en las Finales Next Gen ATP en Milán en noviembre de 2017. El torneo de fin de temporada reúne a los mejores jugadores del mundo de menos de 21 años de la temporada compitiendo por un premio total de 1,275 millones de dólares en noviembre.
Los cambios de reglas, encaminados a crear un producto de alta velocidad, de vanguardia y amigable con la televisión, están orientados a atraer a nuevos y jóvenes aficionados al deporte, al mismo tiempo que conservan la tradicional base de seguidores del deporte. Los siguientes cambios de reglas se aplicarán en Milán:

#### Formato
Sets a 4 juegos con tiebreak en 3-3, diseñado para aumentar el número de momentos clave en un partido, mientras que el formato de mejor de cinco sets no altera el número de juegos necesarios para ganar un partido (12) del formato de puntuación tradicional.

#### Ojo de Halcón en vivo
Por primera vez,  se estrenó un sistema electrónico que cantará las líneas durante el torneo. El lanzamiento del ‘Hawk-Eye Live’ u ojo de halcón en vivo significa también que el juez de silla es el único juez en pista durante el evento.

#### Calentamiento más corto
Los partidos comenzarán precisamente cuatro minutos desde el segundo jugador a pie, lo que conduce a una reducción en el tiempo de inactividad antes del comienzo de los partidos.

#### Reloj de juego
Se utilizará un reloj de juego entre puntos para asegurar una regulación estricta de la regla de 25 segundos, así como durante los descansos establecidos, los Descansos Médicos y la cuenta regresiva de cinco minutos desde el jugador hasta el primer punto el partido.

#### Regla de No-Let
La regla No-Let se aplicará a los saques, lo que traerá un elemento adicional de impredecibilidad al inicio de los puntos.
Esta regla también eliminará cualquier ambigüedad sobre la posibilidad de llamar a los árbitros, asegurando que la regla sea consistente con las ocurrencias normales de 'let' durante intercambios regulares de puntos.

#### Tiempo Médico
Un límite de tiempo médico por jugador por partido.

#### Durante el partido
Los jugadores y entrenadores podrán comunicarse en determinados puntos del partido, proporcionando contenido adicional y valor de entretenimiento para la transmisión. Los entrenadores no serán permitidos en la cancha.
Además, se aplicará una política de "libre circulación" a la multitud (excepto detrás de las líneas de base) durante todo el torneo. La política permitirá a los aficionados a moverse libremente dentro y fuera del estadio durante los partidos.

## Palmares
| Año  | Campeón                                   | Subcampeón                                | Resultado                                 |
| ---- | ----------------------------------------- | ----------------------------------------- | ----------------------------------------- |
| 2017 | Hyeon Chung                               | Andrey Rublev                             | 3-4(5), 4-3(2), 4-2, 4-2                  |
| 2018 | Stefanos Tsitsipas                        | Álex de Miñaur                            | 2-4, 4-1, 4-3(3), 4-3(3)                  |
| 2019 | Jannik Sinner                             | Álex de Miñaur                            | 4-2, 4-1, 4-2                             |
| 2020 | No disputado por la pandemia del COVID-19 | No disputado por la pandemia del COVID-19 | No disputado por la pandemia del COVID-19 |
| 2021 | Carlos Alcaraz                            | Sebastian Korda                           | 4-3(5), 4-2, 4-2                          |
| 2022 | Brandon Nakashima                         | Jiří Lehečka                              | 4-3(5), 4-3(6), 4-2                       |
| 2023 | Hamad Medjedovic                          | Arthur Fils                               | 3-4(6), 4-1, 4-2, 3-4(9), 4-1             |
| 2024 | João Fonseca                              | Learner Tien                              | 2-4, 4-3(8), 4-0, 4-2                     |